# UN1TÉ
 (juin 2023).
Si vous disposez d'ouvrages ou d'articles de référence ou si vous connaissez des sites web de qualité traitant du thème abordé ici, merci de compléter l'article en donnant les références utiles à sa vérifiabilité et en les liant à la section « Notes et références ».
Pour les articles homonymes, voir Unité.
UN1TÉ est un syndicat de la Police nationale française, né de la fusion, le 13 février 2013, d'Unité Police et du SGP FO. 
Aux élections professionnelles de 2010 en France il obtient 40,38 % des voix, devenant le premier syndicat dans la Police nationale. À l'occasion de ces élections professionnelles de 2010, ces deux syndicats avaient conclu une alliance électorale qui les avait conduits à la première place. Il est majoritaire aux élections professionnelles de 2018. Pour les élections professionnelles de novembre 2022, il recueille environ 32 % des voix et il est alors face un conglomérat de 13 syndicats de police (actifs et administratifs) qui obtient alors plus de la moitié des voix des personnels faisant partie des effectifs gérés par la Direction générale de la Police nationale.   
Le SGP est affilié à la confédération Force ouvrière.

## Historique
En 1999, le SGP s'affilie à FO, en négociant un statut particulier d'autonomie. Auparavant, il a été, en 1969, l'une des forces à l'origine de la création de la Fédération autonome des syndicats de police (FASP), dont il est sorti 27 ans plus tard (en 1996), lorsque celle-ci a connu des difficultés financières et qu'une autre partie des syndicats regroupés dans la FASP en est également sortie pour créer le syndicat UNSA Police. 
Lors des élections professionnelles de 2006, SGP-FO est syndicat minoritaire avec 15,34 % des voix, alors que l'UNSA Police en recueille 41 % et Alliance Police nationale 36,5 %.
Le SGP, contre toute attente, a bénéficié de l'arrivée d'une opposition qui a décidé de quitter l'UNSA. Cette structure (Unité Police) a tenté à partir de 2008 de reconstituer une fédération d'ampleur, en s'alliant de nouveau avec les syndicats de l'UNSA Police. Mais il s'est heurté à une scission intervenue en 2009 au sein de l'UNSA Police car la majorité du bureau national n'a pas voulu de la fusion, même si une forte minorité l'approuvait, ce qui a empêché les nouveaux alliés de reprendre le sigle UNSA. Ils ont alors décidé de s'affilier à FO. Les trois quarts des électeurs de l'UNSA Police ont, en revanche, approuvé ce rapprochement lors des élections professionnelles dans la police nationale.
Le Syndicat général de la police-Force ouvrière est ainsi issu du rapprochement du SGP-FO et d’Unité Police, née le 9 juin 2009, à la suite de trois décisions de justice successives les condamnant pour usage abusif du nom et du logo UNSA. Pour les élections professionnelles de janvier 2010, il a présenté des listes communes avec UNITE Police, en créant l'Union Unité SGP Police. Cette union milite en particulier pour le renforcement des effectifs policiers. Lors de ces élections, les deux alliés ont obtenu près de 48 % des voix contre un peu moins de 10 % pour l'UNSA Police et 37,6 % pour Alliance Police nationale. Ce sont là les trois organisations syndicales représentatives au sein de la police, au milieu des années 2010.
Dans un article paru en mai 2019 sur le site de Mediapart, le syndicat conteste la réalité des violences policières liées à la répression du mouvement des gilets jaunes. Son secrétaire général, Yves Lefebvre, commentant l'accident survenu à un manifestant ayant eu la main arrachée en ramassant une grenade au sol, déclare notamment : « Je vais être très cru, mais c’est bien fait pour sa gueule ».